# Siervas del Corazón Inmaculado de María de Scranton
La Congregación de Hermanas Siervas del Corazón Inmaculado de María de Scranton (oficialmente en inglés: Congregation of the sisters, Servants of the Immaculate Heart of Mary) es una congregación religiosa católica femenina de derecho pontificio, que surge a partir de la independencia de las comunidades de la diócesis de Scranton, de las Siervas del Corazón Inmaculado de María de Monroe, con casa madre en Scranton (Pensilvania). A las religiosas de este instituto se les conoce como Siervas del Corazón Inmaculado de María de Scranton, o simplemente como hermanas del IHM, y posponen a sus nombres las siglas I.H.M.

## Historia
La congregación tiene su origen en aquella fundada por el sacerdote redentorista belga Louis-Florent Gillet, en Monroe (Míchigan-Estados Unidos), en 1845. Cuando fue creada la diócesis de Scranton en 1868, las religiosas que se encontraban en su jurisdicción, se independizaron y establecieron su casa madre en la ciudad de Scranton. El 15 de agosto de 1871, el obispo les concedió la aprobación como congregación religiosa de derecho diocesano.
El 21 de noviembre de 1960, la Santa Sede concedió a las siervas la aprobación pontificia.

## Organización

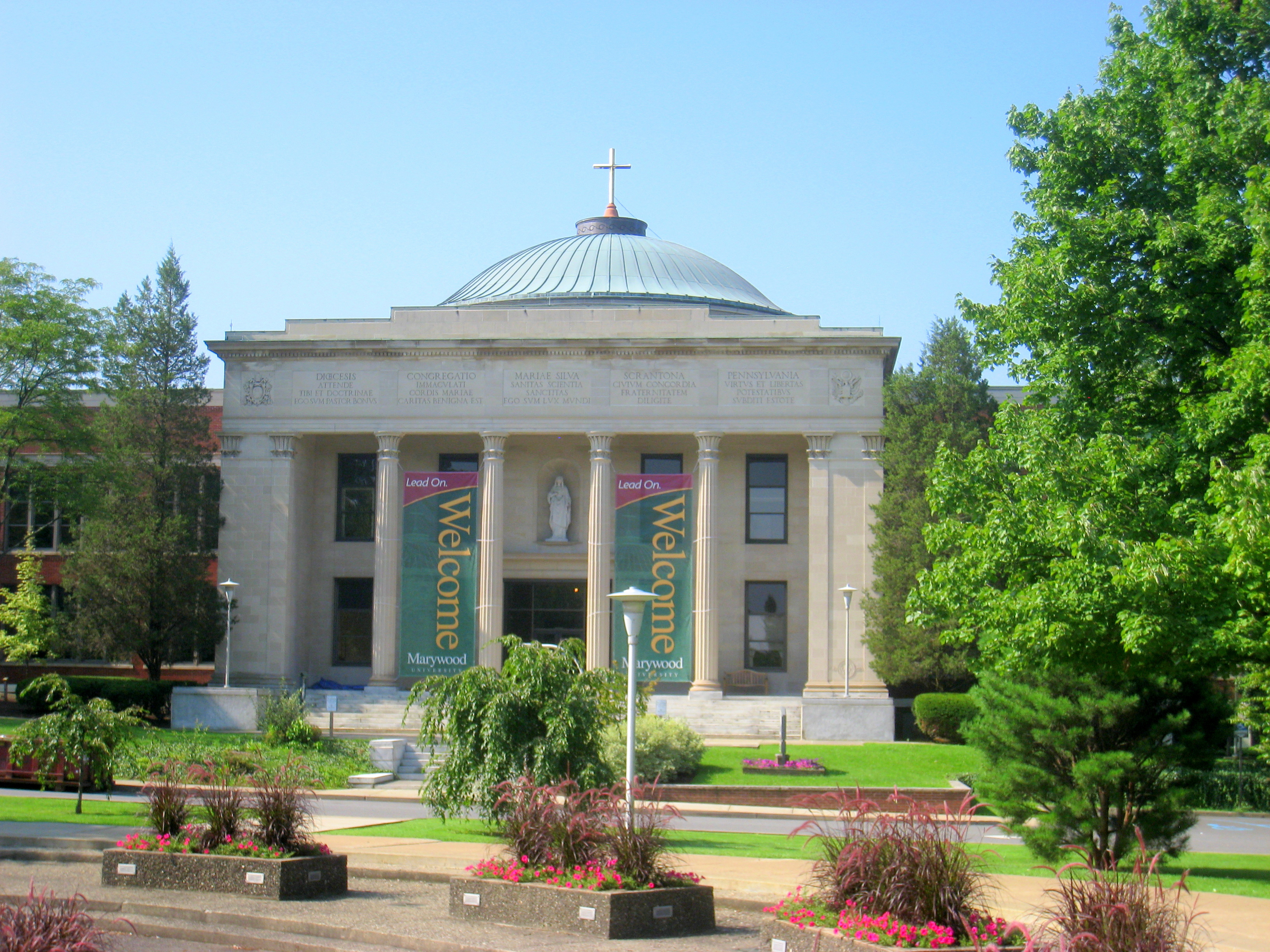
Universidad Marywood de Scranton, plantel de educación superior fundado por las hermanas del IHM.

La Congregación de las Siervas del Corazón Inmaculado de Scranton es un instituto religioso centralizado, cuyo gobierno lo ejerce la superiora general y su consejo. Administrativamente está dividido en provincias, cada una con su respectiva superiora provincial. La sede central se encuentra en Scranton.
Las siervas de Scranton se dedican a la educación e instrucción cristiana de la juventud y a la atención de los enfermos. Entre los institutos fundados por la congregación se encuentra la Universidad Merywood en Scranton.
En 2015, la congregación contaba con unas 397 religiosas y 135 casas, presentes en Estados Unidos y Perú.
Las hermanas del IHM, junto a la congregación madre de las Siervas del Corazón Inmaculado de Monroe, y a las Siervas del Corazón Inmaculado de Inmaculata y las Oblatas del Espíritu Santo (de Baltimore), forman una familia carismática, que sigue la espiritualidad del sacerdote belga Louis-Florent Gillet.